# Bill Mollison
Bruce Charles (Bill) Mollison (Stanley, 4 mei 1928 – Hobart, 24 september 2016) was een Australische onderzoeker, schrijver, wetenschapper, docent en bioloog.
Hij wordt gezien als de "vader van permacultuur". Permacultuur is een geïntegreerd systeem van ecologie- en milieuontwerp, bedoeld als blijvende en duurzame vorm van landbouw, ontwikkeld door Mollison in samenwerking met David Holmgren. In 1974 begon Mollison zijn samenwerking met Holmgren, en in 1978 publiceerden ze hun boek Permaculture One, waarmee ze dit principe bij het grote publiek introduceerden.
Mollison richtte The Permaculture Institute op in Tasmanië en creëerde een onderwijssysteem om anderen te scholen in permacultuur. Zijn onderwijssysteem van 'train de trainer', uitgevoerd door een formele Permaculture Design Course en Certification (PCD) heeft duizenden mensen over de hele wereld geleerd hoe de principes van permacultuur gebruikt kunnen worden om voedsel te verbouwen en duurzaam te leven. In 1981 kreeg hij de Right Livelihood Award (ook bekend als de 'alternatieve Nobelprijs') voor zijn prestaties op het gebied van permacultuur.

## Leven en werk

### Biografie
Bruce Charles "Bill" Mollison werd geboren in 1928, in het vissersdorp Stanley, gelegen in Straat Bass, in het noordwesten van Tasmanië, Australië. Hij verhuisde in 1987 van Tasmanië naar Tyalgum in de Tweed Valley in het noorden van New South Wales, waar hij een decennium lang woonde alvorens voor hij terugkeerde naar Tasmanië. Hij heeft zijn laatste jaren doorgebracht in Sisters Beach in het noordwesten van Tasmanië. Hij overleed in 2016 op 88-jarige leeftijd in Hobart, Tasmanië.

### Loopbaan
Mollison verliet op 15-jarige leeftijd zijn school om te helpen in de familiebakkerij. In de daaropvolgende jaren heeft hij gewerkt als haaienvisser, zeeman, boswachter, molenwerker, jager, tractorbestuurder en bioloog.
In 1954, op 26-jarige leeftijd, werkte Mollison voor de 'Wildlife Survey Selection' van de Commonwealth Scientific and Industrial Research Organisation (CSIRO). In de jaren 60 werkte hij als conservator bij het Tasmanian Museum. Ook werkte hij samen met de Inland Fisheries Commission, waar hij zijn veldwerk kon hervatten. In 1966 startte hij aan de Universiteit van Tasmanië. Nadat hij zijn diploma in biogeografie behaalde bleef hij hier om lezingen en les te geven, en ontwikkelde hij de afdeling Ecopsychologie. In 1979 trok hij zich terug uit het onderwijs.

### Ontwikkeling van permacultuur
Mollisons werk met de CSIRO legde de basis voor zijn levenslange passie in permacultuur. Mollison vertelde zijn student Toby Hemenway dat hij het originele idee voor permacultuur bedacht in 1959 tijdens het observeren van buideldieren die door de Tasmaanse regenwouden aan het rondneuzen waren. Hij was "geïnspireerd en onder de indruk van de leven gevende overvloed en rijke onderlinge verbondenheid van dit ecosysteem." Mollison schreef hierover in zijn dagboek: "Ik geloof dat we systemen kunnen bouwen die net zo goed werken als deze." Eind jaren 60 ontwikkelde hij ideeën over stabiele agrarische systemen op de Zuid-Australische eilandstaat Tasmanië. Dit was het gevolg van zijn eigen persoonlijke observaties van de groei en het gebruik van industrieel-agrarische methoden waarvan hij meende dat deze de bodem van zijn thuisland snel hadden aangetast. In deze visie zijn deze methoden een gevaar omdat ze sterk afhankelijk zijn van niet-hernieuwbare hulpbronnen en daarnaast land en water vergiftigen, biodiversiteit verminderen, en de bovengrond van eerder vruchtbaar land doen verdwijnen. Mollison schrijft:
"Na vele jaren als wetenschapper bij de CSIRO Wildlife Survey Section en met de Tasmanian Inland Fisheries Department, begon ik te protesteren tegen de politieke en industriële systemen waarvan ik zag dat ze de wereld om ons heen vernielden. Maar snel besloot ik dat het niet goed was in te volharden met tegenstand en op het eind niks te bereiken. Ik trok me twee jaar terug uit de maatschappij: ik wilde me niet opnieuw ergens tegen verzetten en tijd verspillen. Ik wilde terugkomen met iets enorm positiefs, iets dat ons toestond te bestaan zonder het geheel instorten van biologische systemen."
In 1974 ontwikkelden Mollison en zijn student David van de University of Tasmania samen een "kader voor een duurzaam landbouwsysteem gebaseerd op een veelgewassensysteem met vaste planten, struiken, kruiden (groenten en onkruiden), paddenstoelen en wortels", waarvoor ze het woord 'permacultuur' bedachten. Al snel nadat permacultuur voor het eerst werd geïntroduceerd en in de praktijk werd gebracht, erkende Mollison dat permacultuur niet alleen landbouw, tuinbouw, architectuur en ecologie omvatte, maar ook economische systemen, landtoegangssystemen en juridische systemen voor bedrijven en gemeenschappen:
"Zoals ik permacultuur zag in de jaren 70 was het een gunstige verzameling van planten en dieren in relatie tot menselijke nederzettingen, met name gericht op huishouden en gemeenschappelijke zelfredzaamheid, en wellicht als "commerciële onderneming" alleen als bonus van het systeem. Echter houdt permacultuur meer in dan enkel voedselvoorziening in het huishouden. Zelfredzaamheid in voedsel is zinloos tenzij mensen toegang hebben tot land, informatie en financiële bronnen. Dus sinds enkele jaren omvat het passende juridische en financiële strategieën, waaronder strategieën voor toegang tot land, bedrijfsstructuren en regionale zelf-financiering. Op deze manier is het een geheel menselijk systeem."
Hij hielp met het oprichten van het eerste Permacultuur Instituut, opgericht in 1979, om "studenten wereldwijd te onderwijzen in het praktische ontwerp van duurzame bodem-, water-, en plantsystemen en juridische en economische systemen." In 1981 begonnen de eerste afgestudeerden van de permacultuur design cursus (PDC) die hij hielp starten, met het ontwerpen van permacultuursystemen in hun betreffende gemeenschappen. Hierdoor begon de filosofie van permacultuur te bewegen buiten de originele context van 'landbeheer' om de meeste, zo niet alle, aspecten van het menselijk leven te omvatten.
In 1987 onderwees Mollison de eerste PDC cursus die aangeboden werd in India. In 2011 waren er meer dan 300.000 afgestudeerden over de hele wereld die permacultuur beoefenen en onderwijzen.

### Engelstalig
- Permaculture One: A Perennial Agriculture for Human Settlements, met David Holmgren. (Melbourne, Australië: Transworld Publishers, 1978) ISBN 9780938240006
- Permaculture Two: Practical Design for Town and Country in Permanent Agriculture (Tasmanië, Australië: Tagari Publications, 1979) ISBN 9780908228003
- Permaculture – A Designer's Manual (1988) ISBN 978-0-908228-01-0
- Introduction to Permaculture, met Reny Mia Slay. (Tasmanië, Australië: Tagari Publications, 1991; herzien 1997; 2e ed. 2011) ISBN 9780908228089
- The Permaculture Book of Ferment and Human Nutrition (1993, herzien 2011) ISBN 9780908228065
- Travels in Dreams: An Autobiography (1996) ISBN 9780908228119